# الجمعية الأردنية للإسعاف
الجمعية الأردنية للإسعاف (JPS) هي منظمةٌ غير ربحيةٍ غير حكوميةٍ أردنية، تأسست في مدينة عّمان بالأردن عام 2012 بواسطة الدكتور ينال العجلوني، حيث تُهدف إلى دعم وتحفيز المجتمع المُحيط عبر إجراء دوراتٍ تدريبية للعاملين في مجال الإسعاف والمجتمع، ولتساعد في دعم وتحسين الخدمات الطبية الطارئة في الأردن والمنطقة، بالإضافة لتنفيذ المشاريع الطارئة في الظروف الإنسانية مثل الكوارث واللجوء. تُعد الأميرة منى الحسين الرئيس الفخري للجمعية، ويُعد الدكتور ينال العجلوني رئيس الجميعة حاليًا.

## المهام والأهداف
تُهدف الجمعية إلى دعم وتحفيز المجتمع المُحيط عبر إجراء دوراتٍ تدريبية على الإسعافات الأولية للمهنيين وجميع فئات المجتمع، حيث دربت آلاف الأفراد وقدمت أنواعًا مختلفة من الدورات التعليمية جنبًا إلى جنب مع الإسعافات الأولية للمدارس والشركات والمصانع والمتخصصين في الرعاية الصحية وجميع أجزاء المجتمع. وتذكر الجمعية في موقعها الرسمي أنَّ مهمتها الالتزام «بالمعايير الدولية لتقديم الخدمة الطبية الطارئة من خلال توفير عملية صحيحة وموحدة لتقييم والحفاظ على المعرفة والمهارات المطلوبة للممارسة المختصة من قبل المتخصصين طوال حياتهم المهنية».
تُقدم الجمعية إسعافاتٍ أوليةٍ سريعة، وتُساعدالمصابين في الوصول إلى سيارات الإسعاف بسرعةٍ وفعالية دون أي أضرار قد تحدث بسبب نقص مهارات الإسعافات الأولية الأساسية بين الأفراد، وخصوصًا في الحالات التي يصعب فيها على المتخصصين الوصول إلى مكان الحادث بسرعةٍ وسهولة. أو في الحالات التي تكون فيها الإصابات طفيفة ولا تتطلب تدخلًا طبيًا قد يكون مكلفًا ويضيف ضغطًا على سيارات الإسعاف وفرق الدفاع المدني.
تُوضح الجميعة أنَّ أهدافها تتمثل في تعزيز رعاية عالية الجودة لجميع المرضى والمصابين في نفس المعايير على الصعيدين الوطني والدولي، وتوفير التبادل الدولي للمعلومات ومناقشة الاهتمامات المشتركة للطوارئ والكوارث، وتنفيذ مساعدات الإغاثة الإنسانية للأفراد المعرضين للخطر، وتعزيز الاتصال الفعال مع المنظمات الوطنية والمهنية والقطاعات العامة والخاصة الأخرى للمساعدة في تحسين جودة وكفاءة تشغيل برامج الجمعية، وتعزيز المعرفة المهنية ومهارات وقدرات مسؤولي وموظفي موظفي الخدمات الطبية الطارئة في حالات الطوارئ والكوارث، وتسهيل التعاون بين الدول في نقل المرضى والاتصالات والمعاملة بالمثل، وتعزيز علوم الإسعافات الأولية والتحفيز الذاتي على المستوى الوطني في الأردن، ونشر الوعي بالإسعافات الأولية بين المجتمع وأهمية إنقاذ الأرواح.

## الأعمال
أسست الجمعية في عام 2014 مركزًا للتدريب، حيث يتخصص في تدريبات الإسعافات الأولية وفقًا للمعايير الدولية مثل معايير جمعية القلب الأمريكية، حيث تقدم الدورات عبر أطباءٍ ومسعفين وممرضات وطلابٍ في كليات الطب، ويهدف المركز أساسًا لتحسين الاستجابة للطوارئ، وتمكين الحفاظ على صحة المُصاب، مع زيادة الوعي للحالات البسيطة التي لا تتطلب الدخول للمستشفى. اعُتمدت الجمعية في عام 2017 من المفوضية السامية للأمم المتحدة لشؤون اللاجئين باعتبارها شريكًا في تقديم المساعدات الإنسانية لمخيمات اللاجئين في الأردن، حيث كانت الجميعة قد حصلت في نفس العام على جائزة التميز في العمل الإنساني (العمل معًا) خلال احتفال اليوم العالمي للعمل الإنساني.
نفذت الجمعية الأردنية للإسعاف عددًا من المشاريع، ومنها، مشروع الصحة الإنجابية (2016) لمساعدة النساء والأطفال والمراقبة المستمرة للحوامل السوريات في عيادات الجمعية، مع توفير الرعاية الصحية والأدوية والنقل إلى المرافق الأخرى، ومشروع التحويلات الطبية (2017-2018) لحالات الإصابات الطارئة القادمة من مخيم الزعتري ومخيم الأزرق، بالإضافة لمشروع جرحى الحرب (2016-2018) حيث شمل حالات وحدة العناية المركزة والصدمات المتعددة وإصابات العمود الفقري والأطراف وكسور الجمجمة.
نظمت الجمعية الأردنية للإسعاف مؤتمرًا بعنوان «من الحادث إلى المستشفى حياتك مهمتنا»، حيث كان برعاية الأميرة منى الحسين في عام 2018.

## وصلات خارجية
- الموقع الرسمي